# Футбольные звёзды (мультфильм)
«Футбольные звёзды» — советский рисованный мультфильм, созданный в 1974 году режиссёром-мультипликатором Борисом Дёжкиным.

## Сюжет
Молодой спортсмен приходит на стадион, на котором уже идёт футбольный матч между двумя популярными командами «Астра» и «Тюльпан». В матче гол за голом «набивают» одной из играющих команд — «Астра» буквально «уничтожает» «Тюльпан». При счёте 4:0 «Тюльпану» на контратаке дают забить так называемый «гол престижа» — после чего мяч за мячом опять влетает в многострадальные ворота «Тюльпана» — игра заканчивается со счётом 10:1. Под сильнейшим впечатлением молодой спортсмен предлагает тренировать «Тюльпан». Под руководством нового тренера проходят ежедневные тренировки. «Тюльпан» выходит в финал некоего Кубка и в упорной борьбе одерживает труднейшую победу над «Гладиолусом» со счётом 6:5.

## Над фильмом работали
- Авторы сценария: Александр Кумма, Борис Дёжкин
- Режиссёр: Борис Дёжкин
- Композитор: Карэн Хачатурян
- Художники-постановщики: Борис Дёжкин, Владимир Соболев
- Художники-мультипликаторы: Борис Дёжкин, Владимир Крумин, Сергей Дёжкин
- Художники: Мстислав Купрач, Пётр Коробаев, Сергей Маракасов
- Ассистенты: О. Володина, Майя Попова, Людмила Крутовская
- Монтажёр: Любовь Георгиева
- Спортивный комментатор: Владимир Перетурин
- Оператор: Борис Котов
- Звукооператор: Борис Фильчиков
- Директор картины: Фёдор Иванов